# Charles Shaughnessy
Charles George Patrick Shaughnessy, 5. baron Shaughnessy (ur. 9 lutego 1955 w Londynie) – brytyjski aktor.

## Życiorys
Pochodzi z rodziny arystokratycznej. Urodził się i dorastał w Londynie jako syn Alfreda Shaughnessy (ur. 19 maja 1916, zm. 2 listopada 2005), angielskiego pisarza i reżysera, i Jean Lodge (ur. 4 sierpnia 1927), aktorki. Po ukończeniu Eton College i Magdalene College przy University of Cambridge na wydziale prawa, gdzie związany był z amatorskim teatrem studenckim Footlights Revue, uczył się aktorstwa w szkole dramatycznej.
W dniu 21 maja 1983 poślubił aktorkę Susan Fallender, która w 1991 zagrała gościnnie postać Romulan w serialu sci-fi Star Trek: Następne pokolenie. Mają dwie córki: Jenny (ur. 1991) i Maddy (ur. 1996).

## Filmografia

### Filmy fabularne
- 2006: Szalony akademik 2 (Dorm Daze 2) jako prof. Rex Cavendish
- 2008: Dzielny Despero (The Tale of Despereaux) jako Pietro (dubbing)
- 2011: Świąteczna podróż (Love's Christmas Journey, TV) jako Alex Weaver
- 2011: William i Kate jako instruktor lotnictwa
- 2011: Wasza wysokość jako narrator
- 2012: Liz i Dick (TV) jako Anthony Asquith

### Seriale TV
- 1983: Szpital miejski (General Hospital) jako Alistair Durban
- 1989: Póki się znów nie spotkamy (Till We Meet Again) jako Armand Sadowski
- 1989–1990: Dni naszego życia (Days of Our Lives) jako Shane Donovan
- 1993: Murphy Brown jako Michael
- 1993–1999: Pomoc domowa (The Nanny) jako Maxwell „Max” Beverly Sheffield
- 1995: Prawo Burke’a (Burke’s Law) jako Alec Duvall
- 2000: Sabrina, nastoletnia czarownica (Sabrina, the Teenage Witch) jako Alec
- 2001: Sabrina, nastoletnia czarownica (Sabrina, the Teenage Witch) jako James Hexton
- 2001–2003: Stanley jako Dennis (dubbing)
- 2002: Dotyk anioła (Touched by an Angel) jako David Satterfield
- 2002: Dni naszego życia (Days of Our Lives) jako Shane Donovan
- 2003: Agent w spódnicy (She Spies) jako Henry Harrington
- 2005: Muszkieterowie – nowe pokolenie (Young Blades) jako Charles De Batz-Castelmore
- 2005: Nowe życie Fran (Living with Fran) jako Ted Reeves
- 2006: Weronika Mars (Veronica Mars) jako Budd Rose
- 2009: Suite Life: Nie ma to jak statek jako Constable (odc. 39)
- 2009: Hannah Montana jako juror „Mam talent”
- 2009: Niezwykłe przypadki Flapjacka jako pan Pants (głos)
- 2010: CSI: Kryminalne zagadki Nowego Jorku jako pan Christensen
- 2010: Suite Life: Nie ma to jak statek jako Jean-Claude Benoit
- 2011: Szczęśliwi rozwodnicy jako Gregory Sherwood
- 2012: Scooby Doo i Brygada Detektywów jako Ned Fussbuster (głos)
- 2012: Victoria znaczy zwycięstwo jako Mason Thornesmith
- 2012: Castle jako Nigel Wyndham
- 2013-14: Sullivan i Syn jako Darryl
- 2014: Super Fun Night jako Rupert Royce
- 2014: Blog na cztery łapy jako Tom Fairbanks
- 2016-19: Magicy jako Christopher Plover
- 2017: Agenci NCIS jako Balthazar Kilmeany
- 2018: Agenci paranormalni jako Kenneth Lenier
- 2018: The Cool Kids jako Murray

## Nagrody
- Nagroda Emmy 2002; za dubbing roli Dennisa w serialu animowanym Disney Channel Stanley